# Beitar Tel Aviv
Il Beitar Tel Aviv è una società cestistica avente sede a Tel Aviv, in Israele. Fondata nel 1959.